# European Bulls

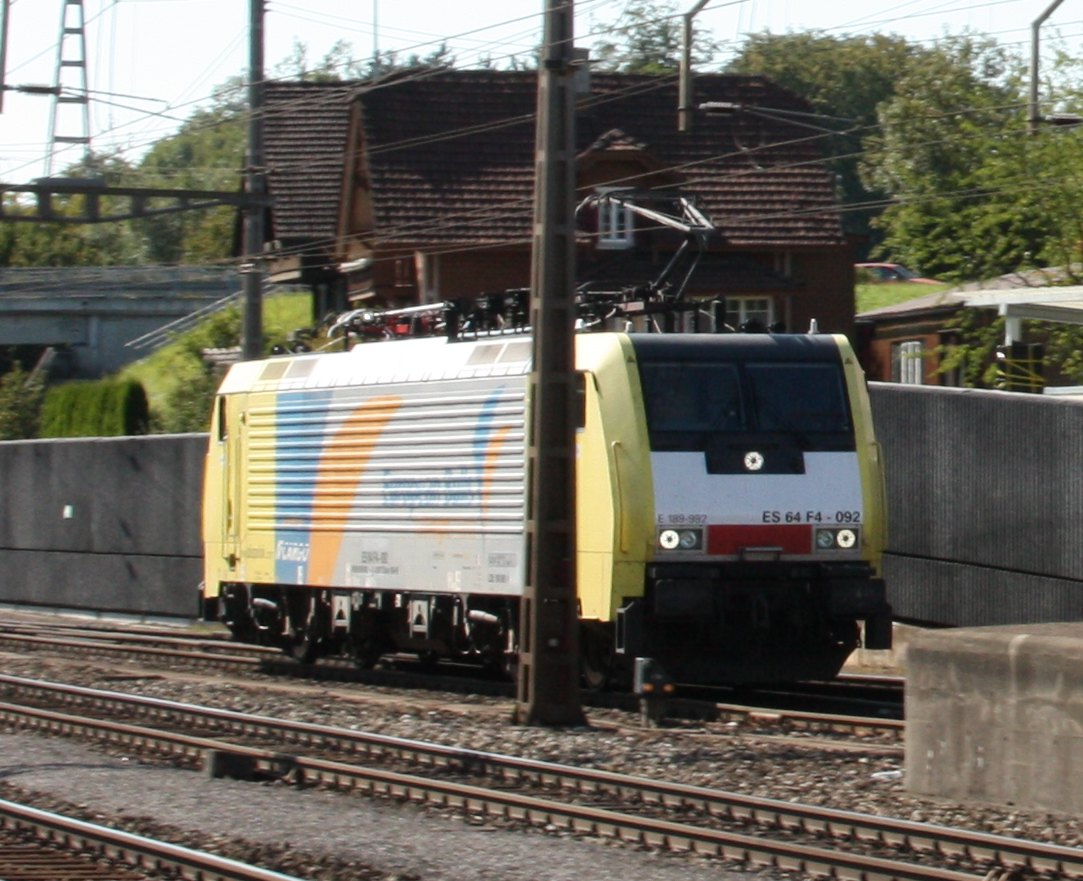
Locomotive Siemens ES 64 F4-92 marquée European Bulls, 9 septembre 2009, vue en Suisse

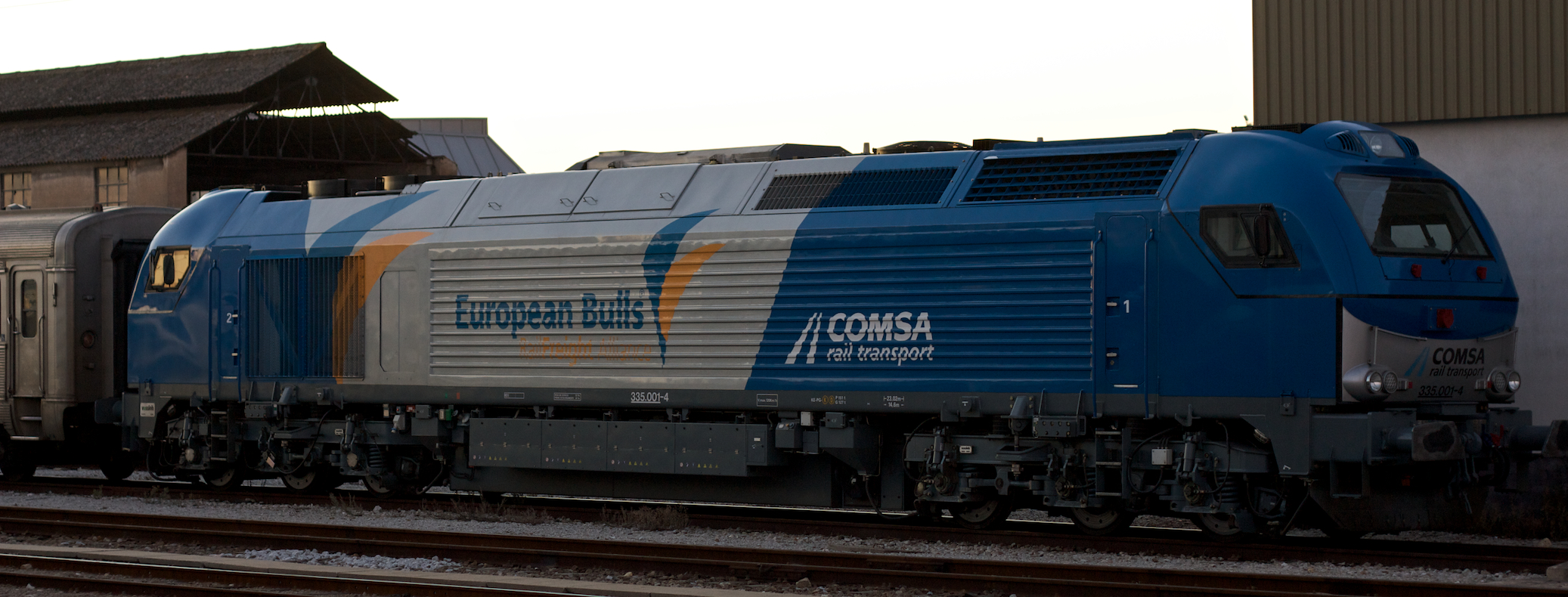
Locomotive 335-001 de COMSA Rail Transport, vue en Portugal

European Bulls RailFreight Alliance était une alliance européenne d'entreprises ferroviaires pour le transport de marchandises, formée d'abord par six sociétés de six pays différents nées avec la libéralisation du chemin de fer en Europe. À travers cette alliance, les partenaires voulaient combiner leurs forces en offrant des transports internationaux, indépendants et en compétition contre les entreprises étatiques et les grandes entreprises privées. 

## Historique
L'alliance a été présentée au public le 13 janvier 2005 à Rotterdam, où elle a pris siège. Le premier président du groupe était Hartmut Gasser, remplacé par Markus Bertram de Rail4chem Benelux en décembre 2007. 
Les six sociétés fondatrices étaient: 
- Rail4Chem, de l'Allemagne (avec ses filiales en Belgique, Pays Bas, et Suisse)
- NORDCARGO de l'Italie (filiale de Ferrovie Nord Milano)
- COMSA Rail Transport de l'Espagne
- fer Polska de Pologne
- LTE Logistik- und Transport de l'Autriche
- viamont de la République tchèque

La direction et le siège de l'alliance étaient assuré par Rail4Chem. 
Le 30 janvier 2008, VFLI (Voies ferrées locales et industrielles), filiale de la SNCF fut admis comme septième membre le l'alliance, par une réunion extraordinaire du conseil de l'alliance le 29 janvier 2008 à Vienne. 
Un peu plus tard, les quatre propriétaires de Rail4chem la mettaient en vente, et en avril 2008, Veolia Cargo fut préféré comme preneur à la SNCF. En automne 2008, la Deutsche Bahn acquérait 49 % de Nordcargo. Trois des sept membres de cette alliance étaient alors des filiales de trois grands groupes qui étaient en compétition l'un contre l'autre, liés dans cette alliance qui fut initialement formée pour créer un poids contre ces mêmes grandes entreprises. 
Quand, fin 2009, la société Veolia Cargo hors de France fut acquise par la SNCF, et début 2010 la Deutsche Bahn prenait la majorité de Nordcargo en janvier 2010, la fin des European Bulls était scellée. 